# Proceratiinae
Die Proceratiinae sind eine Unterfamilie der Ameisen mit drei rezenten Gattungen, mit fast weltweiter Verbreitung in tropischen und subtropischen Breiten. Die Arbeiterinnen leben fast ausschließlich unterirdisch. Sie werden nur selten gefunden.

## Merkmale
Proceratiinae sind relativ kleine Ameisen. Zumindest bei den europäischen Arten sind Arbeiterinnen und Königinnen hell gefärbt, die Männchen dunkel. Arbeiterinnen sind augenlos (Probolomyrmex) oder haben kleine und unauffällige Komplexaugen, die Ocelli fehlen, selten ist einer rudimentär erkennbar. Auffällig am Kopf sind die völlig frei liegenden Antennenbasen, d. h. die Frontalloben fehlen ganz oder sind nur sehr klein. Die  Antennenbasen liegen nahe des Kopfvorderrands, der Clypeus ist reduziert. Am Rumpfabschnitt sind Pronotum und Mesonotum unbeweglich miteinander fusioniert, bei Ansicht von oben ist keine Promesotonalnaht erkennbar. Daran sind die Arten der Unterfamilie von allen ähnlichen Gruppen gut unterscheidbar. Bei den Gattungen Proceratium und Discothyrea ist die Bildung des Hinterleibs sehr eigenartig: Das zweite Glied des freien Hinterleibs (Gaster) ist der Tergit stark vergrößert und nach oben gewölbt, der Sternit verkleinert. Dadurch ist der restliche Hinterleib bei Ansicht von oben unsichtbar, bei Seitenansicht zeigt er nach vorn.
Zu den weiteren Merkmalen zählen: Antennen mit 6 bis 12 Gliedern, bei der Gattung Discothyrea das letzte Glied auffallend groß. Die Öffnung der Metapleuraldrüsen ist einfach. Das Stielchen (Petiolus) ist kurz (ungestielt), relativ breit und besteht nur aus einem Segment, bei manchen Arten ist aber das folgende (dritte) Hinterleibssegment etwas verkleinert. Wie bei allen poneroiden Ameisen ist der Giftstachel der Weibchen prominent und funktionstüchtig. Die Krallen aller Beine sind einfach.

## Biologie und Lebensweise
Die Arbeiterinnen leben unterirdisch. Sie nisten oft in Totholz auf oder unter der Erdoberfläche, bei zumindest einer afrikanischen Art oberirdisch im Totholz abgestorbener Baumäste. Weil sie dadurch schwer zu finden sind, sind von vielen Arten vor allem geflügelte Geschlechtstiere (Männchen und Weibchen) bekannt geworden.

## Taxonomie, Phylogenie, Systematik

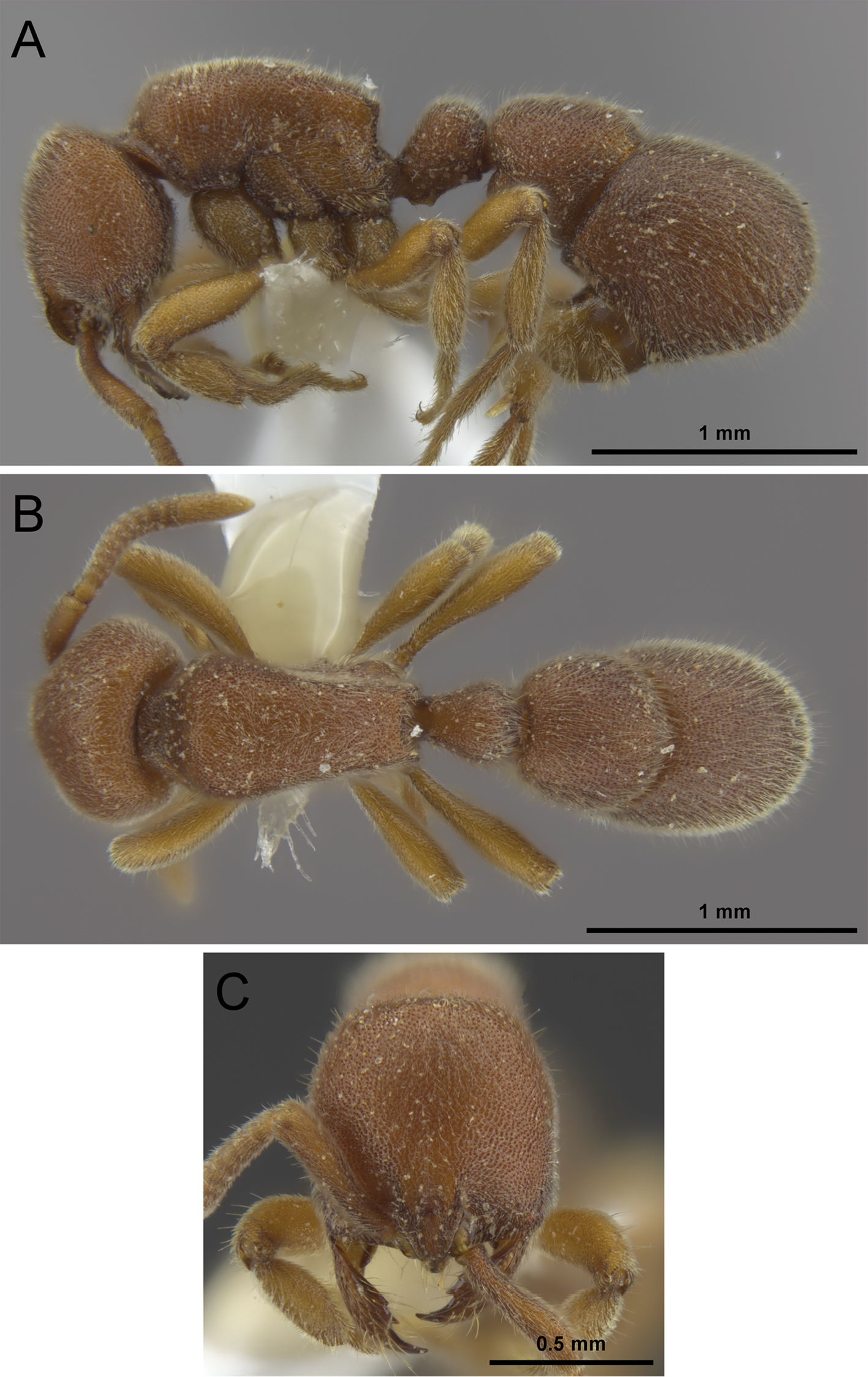
Proceratium bruelheidei, erstbeschrieben 2018 aus China

Die Proceratiinae gehören zu den sogenannten poneroiden Ameisen, einer Verwandtschaftsgruppe, die bis zur Revision von Barry Bolton 2003 zusammen als die Unterfamilie Ponerinae aufgefasst worden war. Die Zugehörigkeit zu dieser Gruppe wurde genetisch bestätigt, mögliche Schwestergruppe ist die amerikanische Gattung Paraponera, die eine eigene Unterfamilie Paraponerinae bildet.
Die Unterfamilie umfasst drei Gattungen:
- Proceratium. In der Paläarktis von Südeuropa bis Japan. Ostasien, tropische pazifische Inseln, Afrika, Australien, in Amerika von Kanada bis Brasilien.[4] Hierher die einzige mitteleuropäische Art Proceratium melinum, nördlich bis Österreich, aber in Deutschland fehlend.
- Discothyrea. tropisches Afrika, Tropen und Subtropen von Südamerika, Ostasien, Australien. Kleine Völker mit nur 10 bis 20 Arbeiterinnen. Möglicherweise spezialisierte Räuber von Arthropodeneiern.
- Probolomyrmex. tropisches Afrika, Asien, Australien.

Hinzu kommt die nur aus dem baltischen Bernstein fossil bekannte Gattung Bradoponera. Aus dem tropischen Ostasien ist eine weitere, bisher unbeschriebene Art nur anhand der geflügelten Männchen angegeben.